# 笠辺哲
笠辺 哲（かさべ てつ　1975年 - ）は、日本の漫画家。ノスタルジックでコミカルな人物や世界観と、SF的モチーフやブラックユーモア、グロテスクが結びついた作品を描く。

## 略歴
- 2003年7月、短編『虎の門』で月刊IKKI新人賞「イキマン」第2回を受賞しデビュー。

## 作品リスト

### 単行本
- 『短編マンガ集 バニーズ ほか』（2005年、小学館）
  - 島一家（月刊IKKI、2004年12月号）
  - エデュケイション フロム アウタースペース（月刊IKKI、2003年9月号）
  - 衛生下士官（月刊IKKI、2003年8月号）
  - バニーズ（月刊IKKI、2004年7月号）
  - ロッカー貿易（月刊IKKI、2004年3月号）
  - 渡る世間（描きおろし）
  - 虎の門（月刊IKKI、2003年7月号）
  - わすれな草（描きおろし）
  - イパネマの娘（描きおろし）
- 『フライングガール』（2005年 - 2006年、月刊IKKI、小学館、全2巻）
- 『ももきや』（2009年、ケータイまんが天国、Bbmfマガジン、全2巻）
- 『ラタキアの魔女 笠辺哲短編集』（2013年、集英社）
  - ボーヤのクリスマス（月刊IKKI、2009年2月号）
  - トラベルライター（ジャンプSQ.19、2013年Vol.7）
  - TUDM（月刊IKKI、2007年1月号）
  - 宇宙戦争（ジャンプSQ.19、2013年Vol.6）
  - スラバキア（月刊IKKI、2009年4月号）
  - ごうつくばりの街とコンニャク岩（ジャンプSQ.19、2013年Vol.3）
  - ラタキアの魔女（ジャンプSQ、2012年5月号）

### 単行本未収録作品
- あのおじさんが帰ってくる（月刊IKKI、2003年）
- 可愛いベイビーズ（月刊IKKI、2007年）
- 砂漠の商人（モーニング・ツー、2007年）
- 宇宙うさぎ（モーニング・ツー、2007年）
- 授業（モーニング・ツー、2007年）
- guppy（モーニング・ツー、2007年）
- アテンザ（モーニング・ツー、2007年）
- 神々の遊戯 神の愛（モーニング・ツー、2008年）
- 実録サラリーマン（月刊IKKI、2008年）
- 部下の殺人（ジャンプSQ、2012年5月号）
- 素晴らしき人生（ジャンプSQ.19 2012年 Vol.4）
- スケッチに行く（自主制作マンガ誌『ジオラマ』第4号、2013年）
- ハワイ（自主制作マンガ誌『ユースカ』第2号、2014年）
- バカ息子実家へ帰る（自主制作マンガ誌『ユースカ』第4号、2015年）